# 1065
Cette page concerne l'année 1065  du calendrier julien. Pour l'année 1065 av. J.-C., voir 1065 av. J.-C.
L'année 1065 est une année commune qui commence un samedi.

## Événements
- 25 mars : une expédition de pèlerins allemands est attaquée par des Bédouins près de Ramla[1].
- 28 août : mort du duc de Basse-Lotharingie Frédéric Ier de Luxembourg : Godefroy le Barbu devient duc de Basse et de Haute-Lotharingie[2].
- 3 octobre, York : rébellion en Northumbrie contre le pouvoir tyrannique du comte Tostig, qui est exilé[3].
- 27 décembre : mort de Ferdinand Ier de Castille, au retour d'une expédition militaire contre Valence. Ses fils sont proclamés roi : Sancho II le Fort, roi de Castille (fin de règne en 1072), Alphonse VI, roi de León (fin en 1109) et García II, roi de Galice (fin en 1090)[4].
- 28 décembre : consécration de l'abbaye de Westminster[5].

- Les Oghouzes, chassés de Russie méridionale par les Coumans, passent le Danube, envahissent les Balkans, se répandent en Macédoine et en Thrace jusqu’en Grèce. Ils sont harcelés par les Bulgares à leur retour chargé de butin[6], puis décimés par la peste[7]. Les Byzantins installent les survivants en Macédoine et les enrôlent dans l’armée aux côtés de Petchenègues[6].
- Début d'une période de disette et de troubles en Égypte fatimide[8] (fin en 1072). Des heurts violents éclatent entre soldats soudanais et mamelouks d’origine turque.
- Édesse, menacée par les Seldjoukides, est dégagée par un Arménien, le duc d’Antioche[6].

- Construction à Bagdad de la Nizamiyyah, première medersa créée par le vizir Nizãm al-Mulk (1065-1067). Les maîtres sont nommés et rémunérés par le pouvoir qui entretient aussi les étudiants. On y enseigne le droit et la théologie, mais aussi la langue arabe, la poésie et l’arithmétique. En droit, seules les écoles shâfi'ites et hanafites sont admises et en théologie, seul l’acharisme est enseigné[9]. Les Nizamiyyah, écoles enseignant l’orthodoxie sunnite, se multiplient dans les principales villes  en Irak et en Iran, pour lutter contre les chiites. Ces écoles strictement orthodoxes contribuent à figer la culture islamique[10].